# 夏洛特王后灣
夏洛特王后灣（Queen Charlotte Sound）是加拿大不列顛哥倫比亞省沿岸的一個海灣，位在海達瓜伊（原名夏洛特王后群島）、溫哥華島以及不列顛哥倫比亞省本土之間，北接赫卡特海峽，東南與夏洛特王后海峽相連。

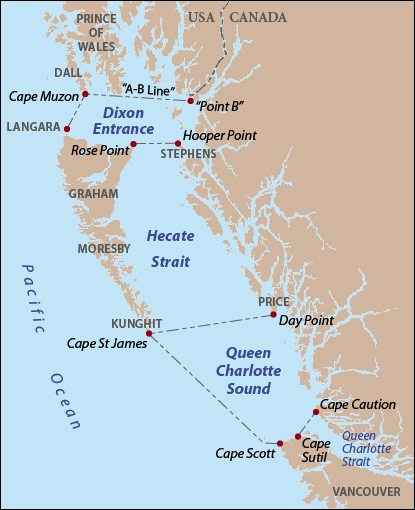
夏洛特王后灣的位置

英國毛皮商人詹姆斯·史特朗奇（James Strange）在1786年抵達該地，以當時的英國王后梅克倫堡-施特雷利茨的夏洛特為其命名。他同樣以夏洛特之名命名了夏洛特王后海峽以及夏洛特王后群島。